# القرنين (العراق)
القرنين هي خبرة، في ناحية الشبكة بقضاء النجف بمحافظة النجف، بالبادية العراقية، جنوب غرب العراق.